# 1. Liga (Eishockey) 2011/12
Die 1. Liga, die vierthöchste Eishockey-Spielklasse der Schweiz, der Saison 2011/12 begann im September 2011 und endete im März 2012. Dabei spielten insgesamt 35 Teams, auf drei regionale Gruppen verteilt. Titelverteidiger waren die Huttwil Falcons, welche sich jedoch noch vor Saisonbeginn auflösten. Der HC Red Ice setzte sich im sogenannten „Grand Final“ mit 3:0 gegen den EHC Winterthur durch und stieg in die National League B auf. Die beiden Absteiger in die 2. Liga waren der EHC Wetzikon und Tramelan HC.

## Gruppeneinteilung 2011/12
| - EHC Arosa - EHC Bülach - HC Ceresio - HC Chiasso - EHC Chur - EHC Dübendorf - EHC Frauenfeld - SC Herisau - PIKES EHC Oberthurgau - EHC Uzwil - EHC Wetzikon - EHC Winterthur | - EHC Aarau - EHC Adelboden - EHC Basel-Kleinhüningen - EHC Brandis - EHC Burgdorf - SC Lyss - EHC Thun - SC Unterseen-Interlaken - EHC Wiki-Münsingen - EHC Zuchwil Regio - EHC Zunzgen-Sissach | - HC Bulle-La Gruyère - HC Düdingen Bulls - Forward Morges HC - HC Franches-Montagnes - Université Neuchâtel HC - HC Red Ice Martigny-Verbier-Entremont - EHC Saastal - HC Sion - HC Star Lausanne - HC Tramelan - Villars HC - HC Yverdon les Bains |

## Modus

### Aufstieg in die National League B
Der Aufstieg in die National League B erfolgt:
- wenn eine Mannschaft die Kriterien der National League erfüllt,

- den Aufstiegswunsch vor der Saison gemeldet hat und,

- den Schweizer Amateur-Meistertitel gewinnt.

### Gruppe 1: Ostschweiz (OS)
Die 12 Mannschaften spielen eine Doppelrunde gegen jeden Gegner, absolvieren somit 22 Runden.
Die besten sechs Vereine qualifizieren sich für die Masterround I, die anderen sechs Vereine für die Masterround II, in beiden Masterrounds wird eine Einfachrunde (5 Runden) ausgespielt.
Alle sechs Teams der Masterround I qualifizieren sich für die Playoffs, die ersten vier geniessen im ersten Spiel Heimrecht. Die beiden anderen Teams beginnen zuerst auswärts.
Die beiden besten Teams der Masterround II qualifizieren sich ebenso für die Playoffs und beginnen ebenfalls auswärts.
Die vier verbliebenen Teams spielen in der Abstiegsrunde, die als Doppelrunde (6 Spiele) ausgetragen wird.
Die Playoffs werden als „Best-of-five“-Serie ausgetragen, wobei sich der Sieger des Playoff-Finals für die Endrunde der Schweizer Amateurmeisterschaft qualifiziert.
Der letztplatzierte der Abstiegsrunde steigt zur nächsten Saison in die 2. Liga ab.

### Gruppe 2: Zentralschweiz (ZS)
Die 11 Mannschaften spielen eine Doppelrunde gegen jeden Gegner, absolvieren somit 20 Runden.
Die besten fünf Vereine qualifizieren sich für die Masterround I, die anderen sechs Vereine für die Masterround II, in beiden Masterrounds wird eine Doppelrunde (8 bzw. 10 Runden) ausgespielt.
Alle sechs Teams der Masterround I qualifizieren sich für die Playoffs, die ersten vier geniessen im ersten Spiel Heimrecht. Die beiden anderen Teams beginnen zuerst auswärts.
Die beiden besten Teams der Masterround II qualifizieren sich ebenso für die Playoffs und beginnen ebenfalls auswärts.
Die vier verbliebenen Teams spielen in der Abstiegsrunde, die als Doppelrunde (6 Spiele) ausgetragen wird.
Die Playoffs werden als „Best-of-five“-Serie ausgetragen, wobei sich der Sieger des Playoff-Finals für die Endrunde der Schweizer Amateurmeisterschaft qualifiziert.
Der letztplatzierte der Abstiegsrunde steigt zur nächsten Saison in die 2. Liga ab.

### Gruppe 3: Suisse Romande (SR)
Die 12 Mannschaften spielen eine Doppelrunde gegen jeden Gegner, absolvieren somit 22 Runden.
Die besten acht Teams qualifizieren sich für die Playoffs, die weiteren vier Teams für die Playouts.
Die Playoffs werden im „Best-of-seven“-Modus (Viertelfinal) und im „Best-of-five“-Modus (Halbfinal, Final) ausgetragen. Der Sieger der Playoffs qualifiziert sich für die Endrunde der Schweizer Amateurmeisterschaft.
Die Playouts werden im „Best-of-five“-Modus ausgetragen, der Verlierer des Playout-Finals steigt in die 2. Liga ab.

## Qualifikationsrunde

### Gruppe 1: Ostschweiz (OS)
| Platz | Verein                  | Sp. | S  | S2 | N1 | N  | Torv. | Pkt. |
| ----- | ----------------------- | --- | -- | -- | -- | -- | ----- | ---- |
| 1.    | EHC Winterthur          | 22  | 16 | 2  | 1  | 3  | 90:53 | 53   |
| 2.    | EHC Bülach              | 22  | 12 | 2  | 5  | 3  | 65:49 | 45   |
| 3.    | SC Herisau              | 22  | 11 | 1  | 4  | 6  | 76:62 | 39   |
| 4.    | EHC Dübendorf           | 22  | 10 | 3  | 2  | 7  | 81:70 | 38   |
| 5.    | EHC Frauenfeld          | 22  | 10 | 2  | 1  | 9  | 74:59 | 35   |
| 6.    | PIKES EHC Oberthurgau   | 22  | 9  | 3  | 1  | 9  | 89:78 | 34   |
| 7.    | EHC Chur Capricorns (N) | 22  | 8  | 3  | 2  | 9  | 53:53 | 32   |
| 8.    | HC Chiasso              | 22  | 9  | 1  | 2  | 10 | 70:74 | 31   |
| 9.    | HC Ceresio              | 22  | 8  | 1  | 1  | 12 | 58:73 | 27   |
| 10.   | EHC Arosa (GS)          | 22  | 6  | 4  | 0  | 12 | 57:68 | 26   |
| 11.   | EHC Uzwil               | 22  | 7  | 0  | 1  | 14 | 53:83 | 22   |
| 12.   | EHC Wetzikon            | 22  | 3  | 1  | 3  | 15 | 44:88 | 14   |

| Legende | Legende                          |
| ------- | -------------------------------- |
|         | Masterround I                    |
|         | Masterround II                   |
| (GS)    | Gruppensieger der letzten Saison |
| (N)     | Neuaufsteiger der letzten Saison |

### Gruppe 2: Zentralschweiz (ZS)
| Platz | Verein                  | Sp. | S  | S2 | N1 | N  | Torv.  | Pkt. |
| ----- | ----------------------- | --- | -- | -- | -- | -- | ------ | ---- |
| 1.    | EHC Burgdorf            | 20  | 14 | 3  | 1  | 2  | 97:53  | 49   |
| 2.    | EHC Zuchwil-Regio       | 20  | 15 | 0  | 0  | 5  | 99:53  | 45   |
| 3.    | EHC Aarau               | 20  | 12 | 1  | 2  | 5  | 71:60  | 40   |
| 4.    | EHC Wiki-Münsingen      | 20  | 12 | 0  | 3  | 5  | 79:54  | 39   |
| 5.    | SC Lyss                 | 20  | 10 | 4  | 0  | 6  | 89:68  | 38   |
| 6.    | EHC Zunzgen-Sissach     | 20  | 8  | 2  | 2  | 8  | 83:85  | 30   |
| 7.    | SC Unterseen-Interlaken | 20  | 6  | 3  | 1  | 10 | 68:85  | 25   |
| 8.    | EHC Basel-Kleinhüningen | 20  | 5  | 3  | 2  | 10 | 67:78  | 23   |
| 9.    | EHC Brandis             | 20  | 5  | 2  | 4  | 9  | 59:62  | 23   |
| 10.   | EHC Thun                | 20  | 2  | 1  | 2  | 15 | 52:100 | 10   |
| 11.   | EHC Adelboden           | 20  | 2  | 0  | 2  | 16 | 44:110 | 8    |

| Legende | Legende        |
| ------- | -------------- |
|         | Masterround I  |
|         | Masterround II |

### Gruppe 3: Suisse Romande (SR)
| Platz | Verein                                     | Sp. | S  | S2 | N1 | N  | Torv.  | Pkt. |
| ----- | ------------------------------------------ | --- | -- | -- | -- | -- | ------ | ---- |
| 1.    | HC Red Ice Martigny-Verbier-Entremont (GS) | 22  | 19 | 1  | 1  | 1  | 150:45 | 60   |
| 2.    | HC Franches-Montagnes                      | 22  | 17 | 0  | 3  | 2  | 116:53 | 54   |
| 3.    | HC Düdingen Bulls                          | 22  | 17 | 0  | 0  | 5  | 84:51  | 51   |
| 4.    | EHC Saastal                                | 22  | 12 | 3  | 1  | 6  | 98:72  | 43   |
| 5.    | HC Sion                                    | 22  | 11 | 1  | 3  | 7  | 84:70  | 38   |
| 6.    | Forward Morges HC (N)                      | 22  | 11 | 0  | 0  | 11 | 98:77  | 33   |
| 7.    | Villars HC                                 | 22  | 9  | 3  | 0  | 10 | 94:96  | 33   |
| 8.    | HC Yverdon les Bains                       | 22  | 8  | 2  | 0  | 12 | 64:89  | 28   |
| 9.    | HC Star Lausanne                           | 22  | 6  | 1  | 4  | 11 | 76:89  | 24   |
| 10.   | Université Neuchâtel HC                    | 22  | 4  | 2  | 0  | 16 | 62:98  | 16   |
| 11.   | HC Bulle-La Gruyère                        | 22  | 4  | 0  | 1  | 17 | 53:132 | 13   |
| 12.   | HC Tramelan                                | 22  | 0  | 1  | 1  | 20 | 50:157 | 3    |

| Legende | Legende                          |
| ------- | -------------------------------- |
|         | Playoffs                         |
|         | Playouts                         |
| (GS)    | Gruppensieger der letzten Saison |
| (N)     | Neuaufsteiger der letzten Saison |

## Masterround (OS und ZS)

### Gruppe 1: Ostschweiz (OS)
| Platz | Verein                | Sp. | S | S2 | N1 | N | Torv. | Pkt. |
| ----- | --------------------- | --- | - | -- | -- | - | ----- | ---- |
| 1.    | EHC Winterthur        | 5   | 2 | 0  | 1  | 2 | 21:21 | 34   |
| 2.    | EHC Dübendorf         | 5   | 4 | 0  | 0  | 1 | 23:12 | 31   |
| 3.    | EHC Bülach            | 5   | 1 | 1  | 1  | 2 | 15:20 | 29   |
| 4.    | EHC Frauenfeld        | 5   | 2 | 1  | 0  | 2 | 17:16 | 26   |
| 5.    | SC Herisau            | 5   | 2 | 0  | 0  | 3 | 21:24 | 26   |
| 6.    | PIKES EHC Oberthurgau | 5   | 1 | 1  | 1  | 2 | 19:23 | 23   |

| Legende | Legende  |
| ------- | -------- |
|         | Playoffs |

| Platz | Verein                  | Sp. | S | S2 | N1 | N | Torv. | Pkt. |
| ----- | ----------------------- | --- | - | -- | -- | - | ----- | ---- |
| 1.    | HC Chiasso              | 5   | 3 | 0  | 0  | 2 | 17:13 | 25   |
| 2.    | EHC Chur Capricorns (N) | 5   | 2 | 0  | 1  | 2 | 12:12 | 23   |
| 3.    | EHC Arosa (GS)          | 5   | 3 | 0  | 1  | 1 | 11:13 | 23   |
| 4.    | HC Ceresio              | 5   | 2 | 0  | 1  | 2 | 19:14 | 22   |
| 5.    | EHC Uzwil               | 5   | 1 | 1  | 0  | 3 | 16:20 | 16   |
| 6.    | EHC Wetzikon            | 5   | 2 | 0  | 0  | 3 | 10:13 | 13   |

| Legende | Legende       |
| ------- | ------------- |
|         | Playoffs      |
|         | Abstiegsrunde |

### Gruppe 2: Zentralschweiz (ZS)
| Platz | Verein             | Sp. | S | S2 | N1 | N | Torv. | Pkt. |
| ----- | ------------------ | --- | - | -- | -- | - | ----- | ---- |
| 1.    | EHC Burgdorf       | 8   | 7 | 0  | 1  | 0 | 44:30 | 47   |
| 2.    | EHC Zuchwil-Regio  | 8   | 4 | 1  | 0  | 3 | 32:26 | 37   |
| 3.    | EHC Wiki-Münsingen | 8   | 4 | 0  | 1  | 3 | 36:36 | 33   |
| 4.    | EHC Aarau          | 8   | 1 | 1  | 1  | 5 | 25:32 | 26   |
| 5.    | SC Lyss            | 8   | 1 | 1  | 0  | 6 | 27:40 | 24   |

| Legende | Legende  |
| ------- | -------- |
|         | Playoffs |

| Platz | Verein                  | Sp. | S | S2 | N1 | N | Torv. | Pkt. |
| ----- | ----------------------- | --- | - | -- | -- | - | ----- | ---- |
| 1.    | SC Unterseen-Interlaken | 10  | 9 | 0  | 0  | 1 | 43:19 | 40   |
| 2.    | EHC Zunzgen-Sissach     | 10  | 7 | 0  | 0  | 3 | 43:28 | 36   |
| 3.    | EHC Brandis             | 10  | 6 | 0  | 0  | 4 | 28:22 | 30   |
| 4.    | EHC Thun                | 10  | 4 | 0  | 1  | 5 | 24:32 | 18   |
| 5.    | EHC Basel-Kleinhüningen | 10  | 2 | 0  | 0  | 8 | 24:44 | 18   |
| 6.    | EHC Adelboden           | 10  | 1 | 1  | 0  | 8 | 21:38 | 9    |

| Legende | Legende    |
| ------- | ---------- |
|         | Playoffs   |
|         | Saisonende |

## Playoffs

### Gruppe 1: Ostschweiz (OS)

#### Viertelfinals
|                |   |                         | Serie | 1   | 2   | 3   | 4   | 5   |
| -------------- | - | ----------------------- | ----- | --- | --- | --- | --- | --- |
| EHC Winterthur | – | EHC Chur Capricorns (N) | 3:0   | 3:1 | 4:1 | 3:2 | -:- | -:- |
| EHC Bülach     | – | EHC PIKES Oberthurgau   | 3:2   | 3:2 | 3:2 | 1:4 | 4:5 | 4:3 |
| EHC Dübendorf  | – | HC Chiasso              | 1:3   | 4:5 | 1:3 | 2:1 | 0:2 | -:- |
| EHC Frauenfeld | – | SC Herisau              | 2:3   | 3:1 | 5:6 | 3:4 | 4:2 | 3:4 |

#### Halbfinals
|                |   |            | Serie | 1   | 2   | 3   | 4   | 5   |
| -------------- | - | ---------- | ----- | --- | --- | --- | --- | --- |
| EHC Winterthur | – | HC Chiasso | 3:1   | 2:1 | 2:1 | 2:6 | 2:1 | -:- |
| EHC Bülach     | – | SC Herisau | 3:1   | 2:7 | 4:3 | 4:1 | 3:2 | -:- |

#### Final
|                |   |            | Serie | 1   | 2   | 3   | 4   | 5   |
| -------------- | - | ---------- | ----- | --- | --- | --- | --- | --- |
| EHC Winterthur | – | EHC Bülach | 3:2   | 4:3 | 2:3 | 4:1 | 4:5 | 5:1 |

### Gruppe 2: Zentralschweiz (ZS)

#### Viertelfinals
|                    |   |                         | Serie | 1   | 2   | 3   | 4   | 5   |
| ------------------ | - | ----------------------- | ----- | --- | --- | --- | --- | --- |
| EHC Burgdorf       | – | EHC Brandis             | 3:0   | 4:3 | 5:0 | 5:1 | -:- | -:- |
| EHC Wiki-Münsingen | – | SC Unterseen-Interlaken | 3:0   | 5:2 | 3:1 | 4:0 | -:- | -:- |
| EHC Zuchwil-Regio  | – | EHC Zunzgen-Sissach     | 3:0   | 8:5 | 3:2 | 6:3 | -:- | -:- |
| EHC Aarau          | – | SC Lyss                 | 0:3   | 2:7 | 2:6 | 2:3 | -:- | -:- |

#### Halbfinals
|                   |   |                    | Serie | 1   | 2   | 3   | 4   | 5   |
| ----------------- | - | ------------------ | ----- | --- | --- | --- | --- | --- |
| EHC Burgdorf      | – | SC Lyss            | 1:3   | 2:1 | 4:5 | 3:6 | 0:7 | -:- |
| EHC Zuchwil-Regio | – | EHC Wiki-Münsingen | 3:2   | 0:3 | 2:1 | 3:1 | 2:5 | 4:0 |

#### Final
|                   |   |         | Serie | 1   | 2   | 3   | 4   | 5   |
| ----------------- | - | ------- | ----- | --- | --- | --- | --- | --- |
| EHC Zuchwil-Regio | – | SC Lyss | 3:0   | 5:1 | 6:5 | 4:1 | -:- | -:- |

### Gruppe 3: Suisse Romande (SR)

#### Viertelfinals
|                       |   |                      | Serie | 1   | 2    | 3   | 4   | 5   | 6   | 7   |
| --------------------- | - | -------------------- | ----- | --- | ---- | --- | --- | --- | --- | --- |
| HC Red Ice            | – | HC Yverdon-les-Bains | 4:0   | 7:1 | 10:3 | 8:1 | 5:2 | -:- | -:- | -:- |
| HC Düdingen Bulls     | – | Forward Morges HC    | 1:4   | 2:5 | 3:4  | 6:4 | 2:3 | 1:5 | -:- | -:- |
| HC Franches-Montagnes | – | Villars HC           | 4:2   | 6:2 | 5:1  | 5:1 | 3:4 | 4:5 | 8:3 | -:- |
| EHC Saastal           | – | HC Sion              | 0:4   | 3:9 | 1:2  | 0:2 | 2:4 | -:- | -:- | -:- |

#### Halbfinals
|                       |   |                   | Serie | 1   | 2   | 3   | 4   | 5   |
| --------------------- | - | ----------------- | ----- | --- | --- | --- | --- | --- |
| HC Red Ice            | – | Forward Morges HC | 3:0   | 9:2 | 6:3 | 6:2 | -:- | -:- |
| HC Franches-Montagnes | – | HC Sion           | 3:0   | 6:3 | 4:3 | 2:1 | -:- | -:- |

#### Final
|            |   |                       | Serie | 1   | 2   | 3   | 4   | 5   |
| ---------- | - | --------------------- | ----- | --- | --- | --- | --- | --- |
| HC Red Ice | – | HC Franches-Montagnes | 3:0   | 8:6 | 4:0 | 9:1 | -:- | -:- |

## Abstiegsrunde / Playouts

### Gruppe 1: Ostschweiz (OS)
| Platz | Verein         | Sp. | S | S2 | N1 | N | Torv. | Pkt. |
| ----- | -------------- | --- | - | -- | -- | - | ----- | ---- |
| 1.    | EHC Uzwil      | 6   | 5 | 0  | 0  | 1 | 24:21 | 31   |
| 2.    | EHC Arosa (GS) | 6   | 2 | 0  | 1  | 3 | 19:18 | 31   |
| 3.    | HC Ceresio     | 6   | 2 | 0  | 0  | 4 | 24:30 | 28   |
| 4.    | EHC Wetzikon   | 6   | 2 | 0  | 1  | 3 | 22:20 | 20   |

| Legende | Legende  |
| ------- | -------- |
|         | Verbleib |
|         | 2. Liga  |

### Gruppe 2: Zentralschweiz (ZS)
Da es keinen Absteiger in die 2. Liga aus der Gruppe Zentralschweiz gegeben hat, wurde die Abstiegsrunde nicht ausgetragen.

### Gruppe 3: Suisse Romande (SR)

#### Halbfinals
|                         |   |                  | Serie | 1   | 2   | 3    | 4   | 5   |
| ----------------------- | - | ---------------- | ----- | --- | --- | ---- | --- | --- |
| HC Star Lausanne        | – | Tramelan HC      | 3:0   | 2:0 | 6:2 | 11:4 | -:- | -:- |
| Université Neuchâtel HC | – | HC Bulle-Gruyère | 2:2   | 4:5 | 6:1 | 4:1  | 1:5 | -:- |

Tramelan HC meldete sich noch während der Saison als freiwilliger Absteiger an, alle ausstehenden Partien in den Playouts entfielen mit sofortiger Wirkung.

## Finalrunde Schweizer Amateurmeisterschaft
Die drei Gruppensieger spielen gegeneinander um die Schweizer Meisterschaft im Amateureishockey. Nach einer Gruppenphase spielen die beiden besten Teams im Final (dem sog. „Grand Final“) um den Titel.
|                   |   |                   | Resultat |
| ----------------- | - | ----------------- | -------- |
| EHC Winterthur    | – | EHC Zuchwil-Regio | 4:5      |
| EHC Zuchwil-Regio | – | HC Red Ice        | 0:4      |
| HC Red Ice        | – | EHC Winterthur    | 2:3      |

| Platz | Verein            | Sp. | S | S2 | N1 | N | Torv. | Pkt. |
| ----- | ----------------- | --- | - | -- | -- | - | ----- | ---- |
| 1.    | HC Red Ice        | 2   | 1 | 0  | 0  | 1 | 6:3   | 3    |
| 2.    | EHC Winterthur    | 2   | 1 | 0  | 0  | 1 | 7:7   | 3    |
| 3.    | EHC Zuchwil-Regio | 2   | 1 | 0  | 0  | 1 | 5:8   | 3    |

| Legende | Legende     |
| ------- | ----------- |
|         | Grand Final |
|         | 3. Endrang  |

### Grand Final 2012
|            |   |                | Resultat |
| ---------- | - | -------------- | -------- |
| HC Red Ice | – | EHC Winterthur | 3:0      |

Der HC Red Ice Martigny-Verbier-Entremont steigt damit in die National League B auf.